# Дозірчий Дмитро Леонідович
Дмитро Леонідович Дозірчий (8 листопада 1997, Літин) — старший лейтенант, командир танкової роти 59 ОМПБр Збройних сил України, учасник російсько-української війни. Герой України (2022).

## Життєпис
З дитинства Дмитро займався тхеквондо, здобував призові місця на змаганнях обласного та Всеукраїнського масштабу і має чорний пояс, захоплювався військовою технікою, мріяв стати військовим автомобілістом.  Дмитро волів навчатися у Львові, у Національній академії сухопутних військ імені гетьмана Сагайдачного та вирішив вступати за спеціальністю «управління діями механізованих і танкових підрозділів». 

### Російське вторгнення в Україну (2022)
Під час російського вторгнення в Україну 2022 року старший лейтенант Дмитро Дозірчий 24 лютого поблизу міста Олешки Херсонської області прорвав оборону противника на мосту й забезпечив вихід колон своєї бригади з оточення.

## Нагороди

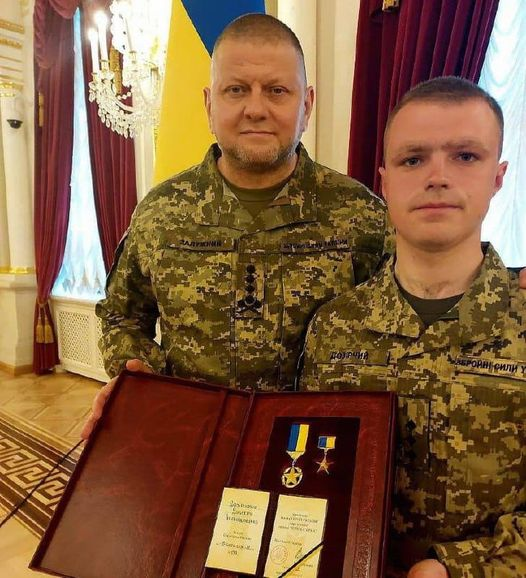
Дмитро Дозірчий отримує нагороду

- звання «Герой України» з врученням ордена «Золота Зірка» (2022) — за особисту мужність і героїзм, виявлені у захисті державного суверенітету та територіальної цілісності України, вірність військовій присязі[6].